# Interkosmos 16
Interkosmos 16 (Indeks COSPAR 1976-056A) – kolejny sztuczny satelita wprowadzony na orbitę zgodnie z programem Interkosmos.

## Misja
Start Interkosmosu 16 odbył się 27 lipca 1976 roku. Satelita miał program naukowy tradycyjny dla satelitów tej serii, a mianowicie obserwacje oddziaływania nadfioletowego i rentgenowskiego promieniowania Słońca na górne warstwy ziemskiej atmosfery. Jak zwykle służącą do tego aparaturę wykonali specjaliści czechosłowaccy, niemieccy i radzieccy. Na pokładzie znalazła się również aparatura wykonana w Szwecji. Parametry orbity były zbliżone do parametrów orbit poprzednich satelitów o takim samym przeznaczeniu. Interkosmos 16 poruszał się na wysokości od 464 do 517 km, jedno okrążenie wokół Ziemi trwało 94,4 minuty, a nachylenie orbity miało wartość 50,6°. Satelita istniał sześć lat. Aparatura pokładowa działała do 30 października 1976 roku.
Po locie Interkosmosu 16 nastąpiła dłuższa przerwa w wysyłaniu satelitów tej serii.